# Ryttar-VM 2006
Ryttar-VM 2006 hölls i Aachen, Tyskland från 20 augusti till 3 september 2006. Det var det femte samlade Ryttar-VM som anordnades av FEI. Ryttare och kuskar från 59 länder gjorde upp om medaljerna i 16 grenar i sju sporter. I september 2002 valdes Aachen som arrangörsstad för 2006 års Ryttar-VM i konkurrens med Lexington som kom att arrangera 2010 års Ryttar-VM. Till skillnad från de tidigare arrangemangen som hade genomförts på temporära arenor så hade Aachen den befintliga Hauptstadion som är avsedd för ridsportevenemang tillsammans med stallområden för att hysa de tävlande hästarna. I Aachen hålls årliga internationella tävlingar på samma arena. Tävlingarna drog en publik på 576 000 åskådare. Fälttävlan genomfördes för första gången i det nya kortare formatet där uthållighetsfaserna hade tagits bort. Trots ett nytt format, en oprövad organisation och ihållande regn så blev fälttävlan en sportslig succé. Distansritten genomfördes på en kuperad bana som löpte genom Belgien, Nederländerna, Tyskland och slutade med målgång på huvudarenan. I dressyren bytte man också format och två uppsättningar individuella medaljer delades ut, en i Grand Prix Special och en i Kür.

## Grenar
| Dressyr         | Körning     | Distansritt | Fälttävlan  | Banhoppning | Reining     | Voltige            |
| --------------- | ----------- | ----------- | ----------- | ----------- | ----------- | ------------------ |
| Individuell     | Individuell | Individuell | Individuell | Individuell | Individuell | Herrar individuell |
| Individuell kür | Individuell | Individuell | Individuell | Individuell | Individuell | Damer individuell  |
| Lag             | Lag         | Lag         | Lag         | Lag         | Lag         | Lag                |

## Medaljer
Den slutgiltiga medaljfördelningen blev följande:

### Hoppning
| Gren                          | Guld | Guld | Silver | Silver | Brons | Brons |
| ----------------------------- | --- | --- | --- | --- | --- | --- |
| Individuell hoppning detaljer | Jos Lansink Cavalor Cumano | Belgien | Beezie Madden Authentic                                                                                            | USA | Meredith Michaels-Beerbaum Shutterfly                                                                                            | Tyskland |
| Lag hoppning detaljer         | Nederländerna Gerco Schröder Eurocommerce Albert Zoer Okidoki Jeroen Dubbeldam BMC Up and Down Piet Raymakers Van Schijndel's | Nederländerna Gerco Schröder Eurocommerce Albert Zoer Okidoki Jeroen Dubbeldam BMC Up and Down Piet Raymakers Van Schijndel's | USA Beezie Madden Authentic McLain Ward Sapphire Laura Kraut Miss Independent Margie Goldenstein-Engle Quervo Gold | USA Beezie Madden Authentic McLain Ward Sapphire Laura Kraut Miss Independent Margie Goldenstein-Engle Quervo Gold | Tyskland Ludger Beerbaum L'Espoir Marcus Ehning Noltes Kuchengirl Meredith Michaels-Beerbaum Shutterfly Christian Ahlmann Cöster | Tyskland Ludger Beerbaum L'Espoir Marcus Ehning Noltes Kuchengirl Meredith Michaels-Beerbaum Shutterfly Christian Ahlmann Cöster |

### Dressyr
| Gren                         | Guld | Guld | Silver | Silver | Brons                                                                                               | Brons                                                                                               |
| ---------------------------- | --- | --- | --- | --- | --------------------------------------------------------------------------------------------------- | --------------------------------------------------------------------------------------------------- |
| Individuell dressyr detaljer | Isabell Werth Satchmo 78                                                                                          | Tyskland | Anky van Grunsven Keltec Salinero | Nederländerna | Andreas Helgstrand Blue Hors Matine                                                                 | Danmark                                                                                             |
| Individuell kür detaljer     | Anky van Grunsven Keltec Salinero                                                                                 | Nederländerna | Andreas Helgstrand Blue Hors Matine | Danmark | Isabell Werth Satchmo 78                                                                            | Tyskland                                                                                            |
| Lag dressyr detaljer         | Tyskland Hubertus Schmidt Wansuela Suerte Heike Kemmer Bonaparte Nadine Capellmann Elvis Va Isabell Werth Satchmo | Tyskland Hubertus Schmidt Wansuela Suerte Heike Kemmer Bonaparte Nadine Capellmann Elvis Va Isabell Werth Satchmo | Nederländerna Laurens Van Lieren Hexagon's Ollright Imke Schellekens-Bartels Sunrise Anky van Grunsven Keltec Salinero Edward Gal Group 4 Securicor Lingh | Nederländerna Laurens Van Lieren Hexagon's Ollright Imke Schellekens-Bartels Sunrise Anky van Grunsven Keltec Salinero Edward Gal Group 4 Securicor Lingh | USA Leslie Morse Tip Top 962 Guenter Seidel Aragon Steffen Peters Floriano Debbie Mcdonald Brentina | USA Leslie Morse Tip Top 962 Guenter Seidel Aragon Steffen Peters Floriano Debbie Mcdonald Brentina |

### Fälttävlan
| Gren                            | Guld | Guld | Silver | Silver | Brons | Brons |
| ------------------------------- | --- | --- | --- | --- | --- | --- |
| Individuell fälttävlan detaljer | Zara Phillips Toytown                                                                                    | Storbritannien                                                                                           | Clayton Fredericks Ben Along Time                                                                                      | Australien | Amy Tryon Poggio II | USA |
| Lag fälttävlan detaljer         | Tyskland Frank Ostholt Air Jordan 2 Hinrich Romeike Marius Bettina Hoy Ringwood Ingrid Klimke Sleep Late | Tyskland Frank Ostholt Air Jordan 2 Hinrich Romeike Marius Bettina Hoy Ringwood Ingrid Klimke Sleep Late | Storbritannien Zara Phillips Toytown Daisy Dick Spring Along William Fox-Pitt Tamarillo Mary King Call Aagain Cavalier | Storbritannien Zara Phillips Toytown Daisy Dick Spring Along William Fox-Pitt Tamarillo Mary King Call Aagain Cavalier | Australien Clayton Fredericks Ben Along Time Megan Jones Kirby Park Irish Andrew Hoy Master Monarch Sonia Johnson Ringwould Jaguar | Australien Clayton Fredericks Ben Along Time Megan Jones Kirby Park Irish Andrew Hoy Master Monarch Sonia Johnson Ringwould Jaguar |

### Körning
| Gren                         | Guld                                                   | Guld                                                   | Silver                                                        | Silver                                                        | Brons                                                      | Brons                                                      |
| ---------------------------- | ------------------------------------------------------ | ------------------------------------------------------ | ------------------------------------------------------------- | ------------------------------------------------------------- | ---------------------------------------------------------- | ---------------------------------------------------------- |
| Individuell körning detaljer | Felix-Marie Brasseur                                   | Belgien                                                | Ysbrand Chardon                                               | Nederländerna                                                 | Christoph Sandmann                                         | Tyskland                                                   |
| Lag körning detaljer         | Tyskland Christoph Sandmann Michael Freund Rainer Duen | Tyskland Christoph Sandmann Michael Freund Rainer Duen | Belgien Felix-Marie Brasseur Gert Schrijvers Geert De Brauwer | Belgien Felix-Marie Brasseur Gert Schrijvers Geert De Brauwer | Nederländerna Ysbrand Chardon Theo Timmerman Koos De Ronde | Nederländerna Ysbrand Chardon Theo Timmerman Koos De Ronde |

### Distansritt
| Gren                             | Guld | Guld | Silver                                                                | Silver                                                                | Brons                                                                                 | Brons                                                                                 |
| -------------------------------- | --- | --- | --------------------------------------------------------------------- | --------------------------------------------------------------------- | ------------------------------------------------------------------------------------- | ------------------------------------------------------------------------------------- |
| Individuell distansritt detaljer | Miguel Vila Ubach Hungares                                                                                   | Spanien | Virginie Atger Kangoo d'Aurabelle                                     | Frankrike                                                             | Elodie Le Labourier Sangho'Limousian                                                  | Frankrike                                                                             |
| Lag distansritt detaljer         | Frankrike Virginie Atger Kangoo D'Auabelle Philippe Benoit Akin Du Boulve Pascale Dietsch Hifrane Du Barthas | Frankrike Virginie Atger Kangoo D'Auabelle Philippe Benoit Akin Du Boulve Pascale Dietsch Hifrane Du Barthas | Schweiz Urs Wenger Zialka Anna Lena Wagner Tessa IV Nora Wagner Temir | Schweiz Urs Wenger Zialka Anna Lena Wagner Tessa IV Nora Wagner Temir | Portugal Joao Raposo Sultao Ana Margarida Costa Gozlane Du Somail Ana Barbas Piperino | Portugal Joao Raposo Sultao Ana Margarida Costa Gozlane Du Somail Ana Barbas Piperino |

### Reining
| Gren                         | Guld | Guld | Silver | Silver | Brons | Brons |
| ---------------------------- | --- | --- | --- | --- | --- | --- |
| Individuell reining detaljer | Duane Latimer Hang Ten Surprise                                                                                           | Kanada | Tim McQuay Mister Nicadual                                                                                             | USA | Aaron Ralston Smart Paul Olena                                                                                                 | USA |
| Lag reining detaljer         | USA Dell Hendricks Starbucks Sidekick Tim Mcquay Mister Nicadual Matt Mills Easy Otie Whiz Aaron Ralston Smart Paul Olena | USA Dell Hendricks Starbucks Sidekick Tim Mcquay Mister Nicadual Matt Mills Easy Otie Whiz Aaron Ralston Smart Paul Olena | Kanada Luke Gagnon Lil Santana François Gautier Snow Gun Lance Griffin Whiz N Tag Chex Duane Latimer Hang Ten Surprise | Kanada Luke Gagnon Lil Santana François Gautier Snow Gun Lance Griffin Whiz N Tag Chex Duane Latimer Hang Ten Surprise | Italien Dario Carmignani Skeets Dun Adriano Meacci Docs Tivio Hancock Christian Perez Dualin For Me Marco Ricotta Pappy Secolo | Italien Dario Carmignani Skeets Dun Adriano Meacci Docs Tivio Hancock Christian Perez Dualin For Me Marco Ricotta Pappy Secolo |

### Voltige
| Gren                                | Guld           | Guld     | Silver           | Silver    | Brons            | Brons     |
| ----------------------------------- | -------------- | -------- | ---------------- | --------- | ---------------- | --------- |
| Individuell voltige herrar detaljer | Kai Vorberg    | Tyskland | Gero Meyer       | Tyskland  | Ladislav Majdlen | Slovakien |
| Individuell voltige damer detaljer  | Megan Benjamin | USA      | Katharina Faltin | Österrike | Sissa Jarz       | Österrike |
| Lag voltige detaljer                | Tyskland       | Tyskland | USA              | USA       | Österrike        | Österrike |